# Нептунат(VI) тетралития
Нептунат(VI) тетралития — неорганическое соединение,
комплексный оксид нептуния и лития
с формулой Li4NpO5,
кристаллы.

## Физические свойства
Нептунат(VI) тетралития образует кристаллы
тетрагональной сингонии,
пространственная группа I 4/m,
параметры ячейки a = 0,6698 нм, c = 0,4432 нм, Z = 2.